# Lasioglossum sculpturatum
Lasioglossum sculpturatum är en biart som först beskrevs av Cockerell 1930.  Lasioglossum sculpturatum ingår i släktet smalbin, och familjen vägbin. Inga underarter finns listade i Catalogue of Life.

## Bildgalleri

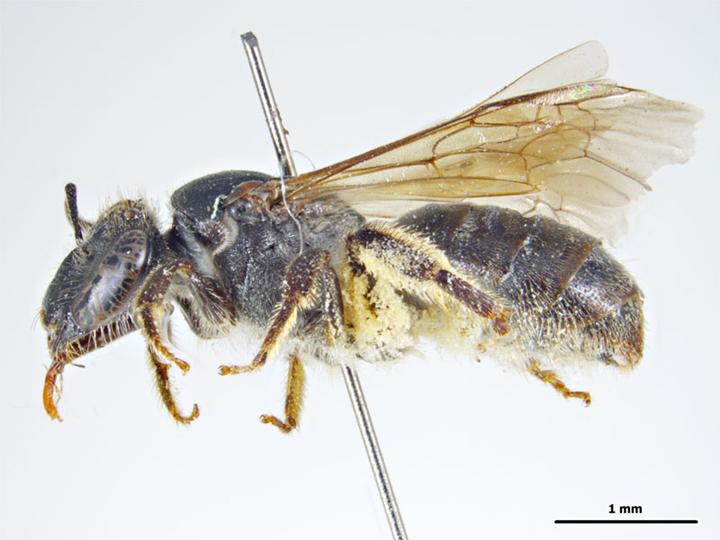
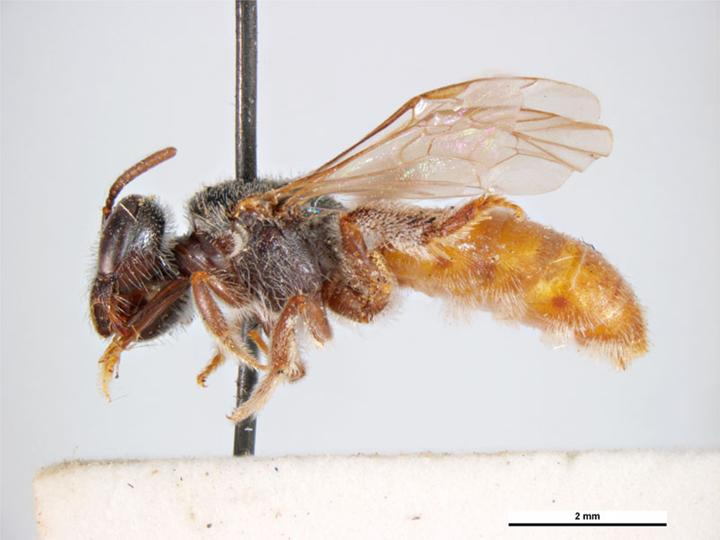
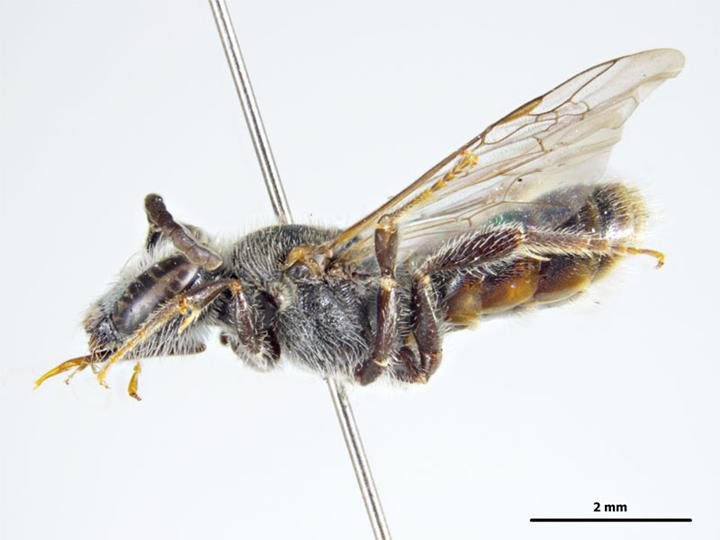